# Youngstown (Nova York)
Youngstown és una població dels Estats Units a l'estat de Nova York. Segons el cens del 2000 tenia 1.957 habitants.

## Demografia
Segons el cens del 2000, Youngstown tenia 1.957 habitants, 809 habitatges, i 564 famílies. La densitat de població era de 651,4 habitants per km².
Dels 809 habitatges en un 30,9% hi vivien nens de menys de 18 anys, en un 56,9% hi vivien parelles casades, en un 9,3% dones solteres, i en un 30,2% no eren unitats familiars. En el 25,7% dels habitatges hi vivien persones soles el 12% de les quals corresponia a persones de 65 anys o més que vivien soles. El nombre mitjà de persones vivint en cada habitatge era de 2,42 i el nombre mitjà de persones que vivien en cada família era de 2,93.
Per edats la població es repartia de la següent manera: un 24,3% tenia menys de 18 anys, un 6,5% entre 18 i 24, un 25,8% entre 25 i 44, un 27,3% de 45 a 60 i un 16% 65 anys o més.
L'edat mediana era de 41 anys. Per cada 100 dones de 18 o més anys hi havia 87 homes.
La renda mediana per habitatge era de 48.333 $ i la renda mediana per família de 60.089 $. Els homes tenien una renda mediana de 47.063 $ mentre que les dones 23.333 $. La renda per capita de la població era de 23.705 $. Entorn del 3% de les famílies i el 3,9% de la població estaven per davall del llindar de pobresa.